# میوه‌خورک دم‌نواری
میوه‌خورک دم‌نواری (نام علمی: Pipreola intermedia) نام یک گونه از سرده میوه‌خورک است.